# Un bacio
Un bacio (tj. Jeden polibek) je italský hraný film z roku 2016, který režíroval Ivan Cotroneo podle vlastního stejnojmenného románu z roku 2010. Film se zabývá tématem homofobie a šikany na střední škole.

## Děj
Lorenzo je adoptovaný mladík, který se právě přestěhoval z dětského domova v Turíně ke svým novým rodičům v malém severoitalském městě. Netají se s tím, že je gay a svým extravagantním chováním se na střední škole stane terčem posměchu. Hned první den se spřátelí se Blu, kterou ostatní spolužačky pomlouvají za to, že měla sex s více muži. Jejich třetím kamarádem se stane Antonio, basketbalový hráč školního týmu. Ten je po smrti svého staršího bratra uzavřený a většina z jeho spoluhráčů ho považujeme za hloupého. Tři přátelé společně úspěšně bojují proti šikaně svých spolužáků. Lorenzo se však zamiluje do Antonia, což způsobí nejen rozpory ve škole, ale i mezi kamarády. A tak jediný polibek změní jejich budoucnost a vede k tragédii.

## Obsazení
| Rimau Grillo Ritzberger | Lorenzo         |
| Valentina Romani        | Blu             |
| Leonardo Pazzagli       | Antonio         |
| Simonetta Solder        | matka Blu       |
| Giorgio Marchesi        | otec Blu        |
| Thomas Trabacchi        | Lorenzův otec   |
| Susy Laude              | Lorenzova matka |
| Laura Mazzi             | Antoniova matka |
| Sergio Romano           | Antoniův otec   |

## Ocenění
- Nastro d'Argento: Cena Guglielma Biraghiho (Rimau Grillo Ritzberger, Valentina Romani, Leonardo Pazzagli, Alessandro Sperduti)
- Globo d'oro: cena za nejlepší scénář (Ivan Cotroneo, Monica Rametta), nominace v kategorii nejlepší kamera (Luca Bigazzi)
- Ciak d'oro: cena za nejlepší kameru (Luca Bigazzi), nominace v kategoriích nejlepší scénář (Ivan Cotroneo, Monica Rametta, nejlepší herec ve vedlejší roli (Thomas Trabacchi) a nejlepší filmový plakát (Federico Mauro)
- Festival v Annecy: cena publika